# Arno Arutjunovič Babadžanjan
Arno Arutjunovič Babadžanjan (in russo Арно́ Арутю́нович Бабаджаня́н?, in armeno Առնո Հարությունի Բաբաջանյան?; Ėrivan', 22 gennaio 1921 – Mosca, 11 novembre 1983) è stato un compositore e pianista sovietico di etnia armena.
Figlio di due insegnanti, inizia a studiare musica in tenera età dietro indicazione di Aram Il'ič Chačaturjan che lo notò nel 1926. Nel 1928 entra nel conservatorio di Erevan.